# World Rally Championship (videogioco 2001)
World Rally Championship è un gioco di rally per la PlayStation 2. È il primo gioco rally con licenza ufficiale del FIA World Rally Championship e si basa sul Campionato del mondo rally 2001.
Il tema del menù è Speed dei Faithless.

## Caratteristiche
WRC dispone di 21 piloti in rappresentanza di 7 squadre e tutte le 14 sedi della stagione. Le modalità di gioco sono dotate di rally rapido, singolo rally, campionato ed a cronometro. Ogni macchina è realizzata da circa 8000 poligoni.
Ci sono inoltre, i trucchi, che renderanno il gioco più divertente (Elio co-driver, effetti psichedelici, vista subacquea, no telaio e bassa gravità)

## Team e piloti
21 piloti e sette squadre appaiono sul gioco. Anche se Citroen non ha intrapreso una stagione completa, essi sono presenti sul gioco a tutti gli eventi e quindi idoneo per segnare punti del team in modalità campionato.
| Team                     | Drivers                                                      |
| ------------------------ | ------------------------------------------------------------ |
| Peugeot Total            | Marcus Grönholm Didier Auriol Gilles Panizzi Harri Rovanpera |
| Ford Motor Co            | Carlos Sainz Colin McRae1 Francois Delecour                  |
| Subaru World Rally Team  | Richard Burns Markko Martin Petter Solberg Toshihiro Arai    |
| Mitsubishi Ralliart      | Tommi Makinen Freddy Loix                                    |
| Hyundai World Rally Team | Piero Liatti Kenneth Eriksson Alister McRae                  |
| Skoda Motorsport         | Armin Schwarz Bruno Thiry                                    |
| Citroën Sport            | Philippe Bugalski Jesús Puras Thomas Radstrom                |

Dato che Colin McRae ha avuto la sua serie di videogiochi, Sony non ha potuto comprare la licenza per farlo apparire, così è apparso sul gioco sotto il titolo di "Driver Ford".

## Rally
Il gioco presenta tutte le 14 manifestazioni sul calendario WRC 2001.
- Rallye Automobile Monte Carlo
- The International Swedish Rally
- TAP Rallye de Portugal
- Rallye Catalunya Costa Brava
- Rally Argentina
- Cyprus Rally
- Acropolis Rally
- Safari Rally
- Neste Rally Finland
- Propecia Rally New Zealand
- Rallye Sanremo
- PlayStation 2 Rallye de France - Tour de Corse
- Telstra Rally Australia
- Network Q Rally of Great Britain

## Accoglienza
World Rally Championship ha avuto critiche positive. Metacritic, che assegna un punteggio normalizzato nel range 0–100, ha calcolato un punteggio medio di 80 su 100, che indica "recensioni generalmente favorevoli" basate su 21 recensioni. GameRankings ha assegnato un punteggio medio dell'81% sulla base di 27 recensioni. Alla messa in commercio, la rivista Famitsu ha segnato la versione PlayStation 2 del gioco a 35 punti su 40.